# Hans Nayna
Hans Nayna, né le 3 mars 1989 à l’Île Maurice dans la région de Mahébourg, est un auteur-compositeur-interprète mauricien.

## Biographie
Il ne se destinait pas à une carrière artistique, tout jeune, son ambition était de devenir pilote de ligne. À 21 ans, il découvre la guitare et la musique. Il compose alors sa première chanson et monte son premier groupe appelé Hans Nayna Trio, accompagné de Bryan Armoogum et Roberto Reine de Carthage.
En 2013, Run Star,, (Émission « casting » de la chaîne réunionnaise Antenne Réunion) lui ouvre ses portes. Finaliste de l’émission,,, il rentre à l’île Maurice avec la ferme intention de réussir et d’imposer son style soul, blues et rock différent des standards Séga de l'Ile Maurice. Il crée un nouveau groupe, Five, et produit seul premier EP State Of My High, sorti fin 2013.
Le groupe enchaîne les concerts et se forge une identité originale sur les scènes du pays, intégrant du violon, du trombone, et des sonorités portant vers le blues et le classique. Hans Nayna participe au projet Baz'Art Session'Z de Mouv Production, et sera le premier artiste à contribuer à cette série de clips,,,.
En 2014, Hans Nayna remporte le « Grand Casting de l’océan Indien » à Mayotte,. Le groupe Five se produit sur de nombreuses scènes, à l'Ile Maurice et à la Réunion. En juin 2014, Hans Nayna est arrêté à sa descente d'avion en possession de gandia. Après avoir été incarcéré puis libéré sous caution, il reprend immédiatement la musique et poursuit, en parallèle de ses démêlés judiciaires, son travail artistique, qui s’enrichit de ces expériences.
Hans Nayna obtiendra une grâce présidentielle. Il sort en novembre 2014, le single Welcome to Paradise et poursuit ses prestations à un rythme soutenu, en groupe ou en solo, sur toutes les scènes de l’île et dans les différents festivals,,,.
En octobre 2015, le titre Mo Lam extrait de l'album, alors en cours de préparation, rencontre un grand succès sur les ondes radio. Ce titre est un des rares chanté en créole mauricien.
Fin 2015, il a structuré l’équipe lui permettant de l’accompagner professionnellement et d’enregistrer son premier album solo Music For The Soul. Ce dernier sera financé avec succès par le biais d'une opération de financement participatif, une première à Maurice, menée par son manageur Damien Bathurst,,,.
L'album sort le 23 avril 2016, lors d'un concert de lancement au conservatoire national de l’île Maurice et suivi d'un showcase à l'Institut français de Maurice. Music For the Soul ainsi que les prestations live accompagnant le lancement sont saluées par la critique,,,,,. Les vidéos de son concert contribuent à le faire remarquer jusqu'aux États-Unis, ou Hans Nayna fait l'objet d'un article de Carry Darling dans le Fort Worth Star Telegram, notamment du fait de son cover de la chanson Lose Yourself, d'Eminem.
Hans Nayna s'affirme, après la sortie de l'album, dans un registre résolument soul qui contraste dans le paysage musical de l’île Maurice,,. Il réalise une belle prestation lors de l'anniversaire de l'auteur et homme d'affaires Paul-Loup Sulitzer ,,.
Sa musique s'exporte en Europe ou il est interviewé par Laurent Amar le fondateur du magazine français Stars Média. En novembre 2016 il est invité au Festival Internasional Kreol de Port-Louis ou il chante en anglais, en français et en créole devant plus de 100 000 personnes. Il est nommé le mois suivant par pour le titre d'artiste Mauricien de l'année 2016, et termine en tête de plusieurs classements,. Hans Nayna prépare un deuxième album solo prévu pour septembre 2017,.
En décembre 2017 il reçoit aussi le Prix de Voix de L'océan indien 2017 dans la catégorie Meilleure Voix Masculine.
La carrière du jeune chanteur prend en 2017 une dimension plus internationale puisque après un passage par la Belgique, il se produit pour la première fois à Madagascar,, en avril, sur la grande scène du Libertalia Music Festival ou il fait un passage remarqué. Entouré d'une formation 100% Malgache, il joue après quelques jours de résidence, à guichet fermé à l'Institut Français d'Antananarivo ou son set rencontre un grand succès,. De retour à Maurice, il reprend le chemin des studios pour enregistrer Timeflies, son second LP, avant une tournée à la Réunion,,.
Depuis Hans Nayna s'exporte, bloqué en Lituanie par la pandémie de Covid 19, il est avec son titre, One by One, demi finaliste du concours Eesti Laul dont le vainqueur représente le pays à l'Eurovision  après plus de deux ans passés à l'étranger à la suite de la fermeture des frontières, Hans Nayna rentre en 2022 à l'Ile Maurice pour y poursuivre ses aventures musicales.

## Discographie

### Albums
- Five - State Of My High, 2013[66]

1. Butterflies[67]
2. People I Know[68]
3. State of my High
4. The Way I Feel
5. Travel The World

- Hans Nayna - Music For The Soul, 2016[69]

1. Music For The Soul[70]
2. Hope
3. Gimme Love[71]
4. Le King
5. Liv
6. Pieces of the World
7. Rule the World
8. Feelings
9. Song for my Guitar
10. Welcome to Paradise
11. With You
12. Mo Lam

- Hans Nayna - Time Flies, 2017

1. Time Flies
2. Beautiful People
3. On the way
4. Let me dance
5. Water
6. Plastic World
7. Never be mine
8. Masquerade
9. Lullaby for Saul
10. Follow You
11. People of the sun
12. What we need
13. Révé mem

### Singles
2014 : Welcome to Paradise
- 2015 : Mo Lam[73]

### Clips - Vidéos
- 2015 : Mo Lam
- 2016 : Hans Nayna Live @ IFM Rose Hill (Think & Create - Live Top Crew)[74]